# Psychotria heydei
Psychotria heydei är en måreväxtart som beskrevs av Paul Carpenter Standley. Psychotria heydei ingår i släktet Psychotria och familjen måreväxter. Inga underarter finns listade i Catalogue of Life.